# Багдашкино
Багдашкино (баш. Багдашкин) — деревня в Кугарчинском районе Республики Башкортостан Российской Федерации. Входит в состав Юлдыбаевского сельсовета.

## География

### Географическое положение
Расстояние до:
- районного центра (Мраково): 27 км,
- центра сельсовета (Юлдыбай): 15 км,
- ближайшей ж/д станции (Мелеуз): 94 км.

## Население
| 2002 | 2009 | 2010 |
| ---- | ---- | ---- |
| 185  | ↘179 | ↘165 |

Национальный состав
Согласно переписи 2002 года, преобладающие национальности — башкиры (57 %), татары (40 %).

## Религия
В деревне есть мечеть.